# Tachybaptus ruficollis

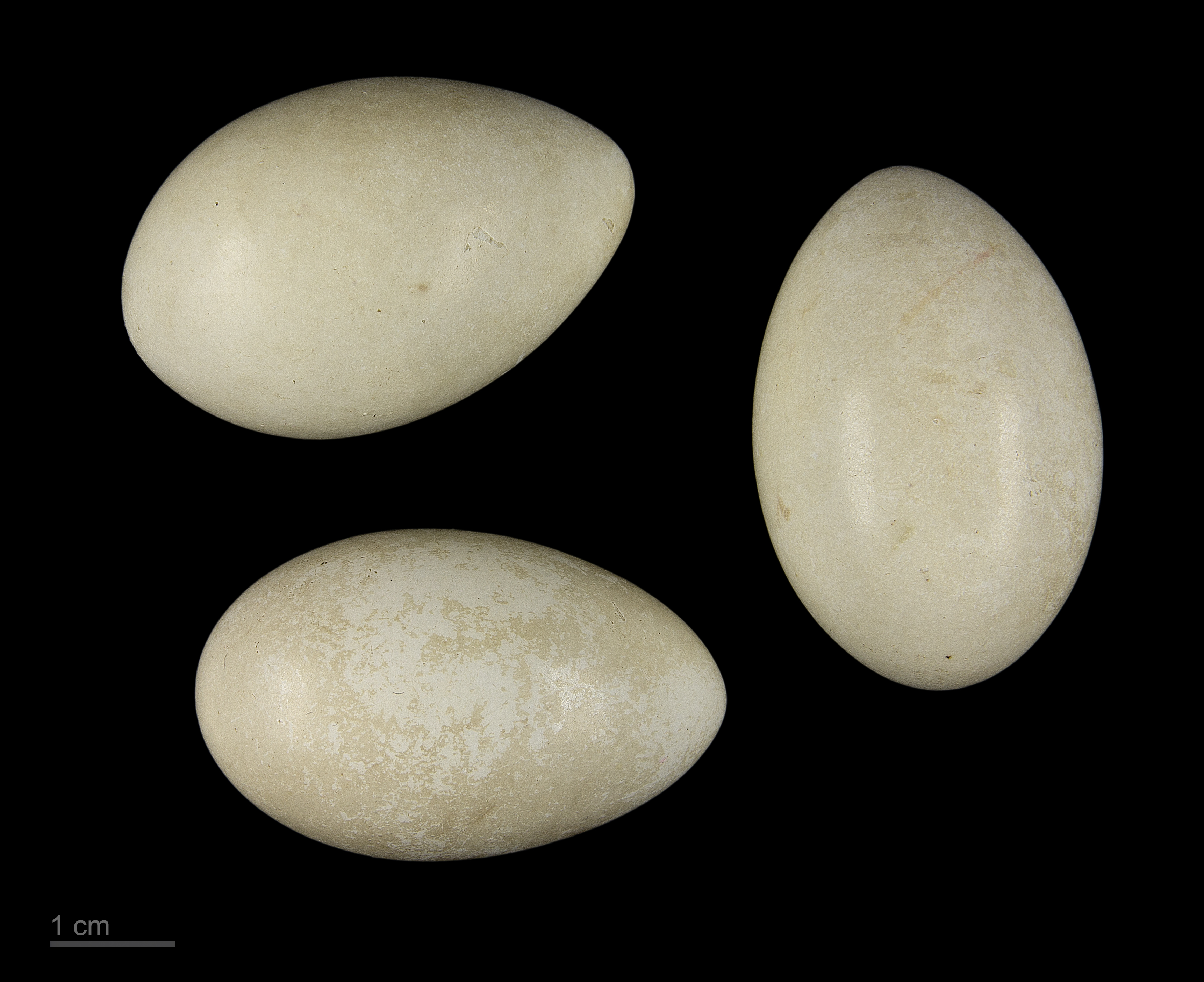
Tachybaptus ruficollis - MHNT

O Tachybaptus ruficollis, comummente conhecido como mergulhão-pequeno (não confundir com espécie Tachybaptus dominicus que consigo partilha este nome comum) é uma ave aquática da família dos Podicipedídeos, dentro da ordem Podicipediformes. 

## Nomes comuns
Além do nome comum «mergulhão-pequeno», é ainda conhecido pelos seguintes nomes comuns: alça-cu (grafia alternativa alçacu) e fundujo.

### Etimologia
Quanto ao nome científico desta espécie:
- O nome genérico, Tachybaptus , provém da aglutinação dos étimos gregos antigos, ταχύς (Taquis)[6], que significa «rápido», e βαπτω (bapto)[7], que significa «mergulho».

- O epíteto específico, ruficollis, provém do latim e significa «de pescoço arruivado ou avermelhado».[8]

## Descrição
É a mais diminuta espécie de mergulhão encontrada em Portugal. Pauta-se pelo bico escuro, curto e direito e pelo pescoço proeminente, em forma de S.
O corpo pode chegar até aos 25 centímetros de comprimento. Conta com duas patas com dedos grandes e palmados. 
No que toca à sua plumagem, esta sofre alterações consoante a época.
Assim, na altura da época de acasalamento, apresenta tons castanhos no corpo, exornados pelas plumas arruivadas no pescoço, em jus ao seu epíteto específico, passando a contar com uma mancha amarelada ao pé da base do bico. Na época invernia, por contraponto, a plumagem do corpo e do pescoço ganha tonalidades mais próximas do ocre, perdendo também a mancha amarelada, junto ao bico.
Durante o Inverno, o mergulhão-pequeno assemelha-se à espécie Podiceps nigricollis, diferindo mormente pela diferença de dimensões e tonalidade da plumagem. 

### Hábitos
O grasnar característico do alça-cu pauta-se pelos sons muito agudos e fortes, especialmente no verão. 
O mergulhão-pequeno gosta de pôr os ovos em ervas húmidas, podendo pôr até 4 a 6 ovos por ninhada, de abril a junho. Alimenta-se de pequenos peixes. 

## Distribuição
Distribui-se por toda a Europa, menos no norte, no verão. No outono parte para o oeste europeu.

### Portugal
Trata-se de uma espécie residente em Portugal, encontrando-se, por isso, presente em território nacional durante todo o ano, sendo observável de Norte a Sul,  desde as lagoas de Bertiandos, no Alto-Minho, até ao paul de Lagos, no Algarve.
Contudo, no Inverno tende a concentrar-se mais em certos pontos do país, voltando a espalhar-se pelo demais território nos períodos da Primavera e do Verão.Sendo certo que se trata de uma ave relativamente comum em Portugal, é pouco abundante, podendo encontrar-se em maior abundância e mais amiúde no Alentejo e no Algarve.

### Habitat
Trata-se de uma espécie ripícola, privilegiando as orlas vegetadas de lagos e riachos.

## Taxonomia
Espécie descrita por Peter Simon Pallas em 1764.

### Sinonímia
Também dá pelo nome científico Podiceps ruficollis

### Subespécies
São reconhecidas 9 subespécies:
- T. r. ruficollis - Europa, Noroeste de África, Turquia e Israel
- T. r. capensis - Cáucaso, Egipto, resto de África e ainda a Ásia até à Birmânia
- T. r. iraqensis - Iraque, sudoeste do Irão

e ainda 6 outras subespécies no resto do Velho Mundo